# کالین جیمز بوگ
کالین جیمز بوگ (انگلیسی: Colin Boag) فرد نظامی اهل بریتانیا است. وی همچنین برندهٔ جوایزی همچون نشان حمام و نشان امپراتوری بریتانیا شده‌است.